# Megaphonic
『megaphonic』（メガフォニック）は、YUKIの6枚目のオリジナル・アルバム。2011年8月24日にエピックレコードジャパンから発売された。

## 概要
前作のアルバム『うれしくって抱きあうよ』から約1年半ぶりのリリースとなる。タイトルの「megaphonic」は、「最高の音」を意味している。
収録された全13曲のうち、シングルからはカップリング曲を含めて5曲が収録されている。21stシングル「2人のストーリー」収録の「朝が来る〜Tune in to a new world ver.〜」、23rdシングル「Hello !」収録の「Dear.ママ」は収録されていない。
今作は東日本大震災などの時事問題を反映したメッセージ性の強い歌詞が多くなっており、1番が震災前、2番を震災後に作詞されたものがほとんどだという。
通常盤（CDのみ）と初回生産限定盤（CD＋DVD）の2種類が発売され、ジャケットもそれぞれで異なったデザインとなっている。初回生産限定盤のDVDには、ミュージック・ビデオが収録されている。
本作のプロモーションで2011年8月19日、26日放送の「ミュージックステーション」に2週連続で出演。それぞれ「Hello!」「鳴いてる怪獣」を披露した。
本作発売前に出演した夏フェス「ROCK IN JAPAN FESTIVAL 2011」で「勇敢なヴァニラアイスクリーム」「揺れるスカート」「鳴いてる怪獣」が先行で披露されていた。「鳴いてる怪獣」は「WORLD HAPPINESS 2011」「SUMMER SONIC 2011」でも披露されていた(他にシングルに収録されていた「Hello!」「Wild Ladies」も披露されている)。

## 収録曲
| 全作詞: YUKI、全編曲: YUKI / 玉井健二 / 百田留衣。 |                                    |           |              |      |
| #                                                  | タイトル                           | 作詞      | 作曲         | 時間 |
| 1.                                                 | 「Hello !」                        | YUKI      | HALIFANIE    | 3:37 |
| 2.                                                 | 「勇敢なヴァニラアイスクリーム」   | YUKI      | HALIFANIE    | 4:08 |
| 3.                                                 | 「揺れるスカート」                 | YUKI      | 飛内将大     | 3:41 |
| 4.                                                 | 「鳴いてる怪獣」                   | YUKI      | 網本ナオノブ | 4:28 |
| 5.                                                 | 「クライマー・クライマー」         | YUKI      | 飛内将大     | 4:52 |
| 6.                                                 | 「マイ・プライヴェート・アイダホ」 | YUKI      | 刃流         | 3:30 |
| 7.                                                 | 「Wild Ladies」                    | YUKI      | 飛内将大     | 3:55 |
| 8.                                                 | 「ひみつ」                         | YUKI      | YUKI         | 4:06 |
| 9.                                                 | 「2人のストーリー」                | YUKI      | 飛内将大     | 4:53 |
| 10.                                                | 「あの娘になりたい」               | YUKI      | HALIFANIE    | 3:51 |
| 11.                                                | 「笑いとばせ」                     | YUKI      | 田中秀典     | 4:27 |
| 12.                                                | 「相思相愛」                       | YUKI      | HALIFANIE    | 3:28 |
| 13.                                                | 「集まろう for tomorrow」          | YUKI      | 小形誠       | 3:43 |
| 合計時間:                                          | 合計時間:                          | 合計時間: | 52:39        |      |

| #  | タイトル                                    | 作詞 | 作曲・編曲 |
| -- | ------------------------------------------- | ---- | ---------- |
| 1. | 「2人のストーリー」(music video)            |      |            |
| 2. | 「ひみつ〜おもわせぶりver.〜」(music video) |      |            |
| 3. | 「ひみつ〜あとしならみver.〜」(music video) |      |            |

### 楽曲解説
1. Hello !
  - 23rdシングル曲。
2. 勇敢なヴァニラアイスクリーム
  - SONY「サイバーショット」CMソング。
3. 揺れるスカート
  - 歌詞中では、震災後の節電中の東京の風景が歌われている[3]。
4. 鳴いてる怪獣
  - 朝日生命CMソング。
5. クライマー・クライマー
6. マイ・プライヴェート・アイダホ
7. Wild Ladies
  - 22ndシングル『ひみつ』カップリング曲。
8. ひみつ
  - 22ndシングル曲。
9. 2人のストーリー
  - 21stシングル曲。
10. あの娘になりたい
  - 21stシングル『2人のストーリー』カップリング曲。
11. 笑いとばせ
12. 相思相愛
13. 集まろう for tomorrow
  - ロッテ「ガーナミルクチョコレート」CMソング

## 演奏
- 百田留衣：Programming ＆ All Instruments (All)
- 浦清英：Piano, Strings & Brass Arrangement (#8)
- 今堀恒雄：Electric Guitar (#8)
- akkin：Acoustic Guitar, Electric Guitar (#8)
- 上田ケンジ：Bass (#8)
- 宮川剛：Drums (#8)
- 中野勇介、茅野嘉亮：Trumpet (#8)
- 五十嵐誠：Trombone (#8)
- 鍬田修一：Alto Saxophone (#8)
- 鈴木圭：Flute (#8)
- クラッシャー木村：1st Violin (#8)
- 上里はな子：2nd Violin (#8)
- 村田泰子：Viola (#8)
- 古川淑恵：Cello (#8)
- 佐野康夫：Drums (#9)
- 種子田健：Bass (#9)
- 名越由貴夫：Guitar (#9)